# Cyganka (Wybrzeże Trzebiatowskie)
Cyganka – wzniesienie o wysokości 34 m n.p.m. na Wybrzeżu Trzebiatowskim, położone w woj. zachodniopomorskim, w powiecie gryfickim, w gminie Trzebiatów.
Położone w północnej części gminy Trzebiatów, ok. 4,5 km na południowy zachód od Mrzeżyna, ok. 3 km na północ od wsi Włodarka i ok. 6 km na północny wschód od Pogorzelicy. 
Do 2011 roku obszar ten należał do jednostki wojskowej 78 Pułku Rakietowego Obrony Powietrznej. Teren wzniesienia został objęty specjalnym obszarem ochrony siedlisk Trzebiatowsko-Kołobrzeski Pas Nadmorski oraz obszarem specjalnej ochrony ptaków „Wybrzeże Trzebiatowskie”.
Nazwę Cyganka wprowadzono urzędowo rozporządzeniem w 1949 roku, zastępując poprzednią niemiecką nazwę Tadden Berg.